# Dédestapolcsány
Dédestapolcsány je obec na severovýchodě Maďarska v župě Borsod-Abaúj-Zemplén, v okrese Kazincbarcika.
Rozkládá se na ploše 29,43 km² a v roce 2024 zde žilo 1 275 obyvatel.
Na území obce na severu zasahuje vodní nádrž Lázbérci-víztároló. Ve vodní nádrži je zákaz koupání. Zakázáno je táboření okolo jezera a kolem jezera platí zákaz provozu motorových vozidel.